# Triméthylaminurie
 Mise en garde médicale
La triméthylaminurie (ou fish-odor syndrome, appelé aussi syndrome de l'odeur du poisson pourri,) est un désordre métabolique dont la principale caractéristique est l'odeur corporelle de poisson.

## Mécanisme
Elle est causée par un défaut dans la production ou l'activité d'une enzyme, la mono-oxygénase à flavine 3 (FMO3). Quand la FMO3 fait défaut, le corps n'est plus capable de métaboliser la triméthylamine (TMA) d'origine alimentaire en oxyde de triméthylamine (TMAO) par un processus appelé N-oxygénation. La triméthylamine s'accumule alors dans l'organisme et est finalement éliminée par la sueur, l'urine et l'expiration, avec une forte odeur de poisson.
Le déficit en FM03 est secondaire à une mutation dans le gène codant cette enzyme. 

## Épidémiologie
Une étude suggère l'incidence du gène hétérozygote à 1 % sur la population britannique blanche.

## Traitement
Il n'existe actuellement aucun traitement curatif pour la triméthylaminurie. Toutefois, il est possible pour les personnes atteintes de cette pathologie de vivre normalement.
Son traitement repose sur un régime pauvre en choline et lécithine, deux molécules qui interviennent dans la synthèse de la triméthylamine, modérant les apports alimentaires de triméthylamine et de ses précurseurs (choline, lécithine et la triméthylamine N-oxyde) :
- la triméthylamine est présente à des niveaux élevés dans le lait des vaches nourries à partir de blé et de soja ;
- la choline est présente en grande quantité dans :
  - les œufs,
  - la viande de foie,
  - les rognons,
  - les pois,
  - les haricots,
  - les arachides,
  - les produits de soja,
  - les crucifères (choux de Bruxelles, brocoli, chou, chou-fleur, etc.)
  - la lécithine et produits contenant des huiles de poisson,
- la triméthylamine N-oxyde est présente dans les fruits de mer (poissons, céphalopodes, crustacés). Les poissons d'eau douce ont des niveaux inférieurs de triméthylamine N-oxyde.

Le régime doit cependant être très prudent chez la femme enceinte, la choline restant un élément indispensable pour la croissance du fœtus.
De faibles doses d'antibiotiques (ex. : colymicine + metronidazole) pourraient réduire la quantité de bactéries dans l'intestin. Cela supprime la production de triméthylamine. De même, certains laxatifs peuvent diminuer le temps de transit intestinal et pourraient réduire la quantité de triméthylamine produite dans l'intestin. Certains suppléments (type vitamine B2) pourraient diminuer la concentration de triméthylamine dans l'urine en renforçant l'activité des enzymes FMO3 résiduels.
Une prise quotidienne de charbon actif et de cuivre complexé avec de la chlorophylle pourrait améliorer la qualité de vie des individus atteints en aidant leur corps à oxyder et à convertir la TMA en métabolite N-oxide (TMAO) sans odeur.
Les savons avec un pH modéré, entre 5,5 et 6,5, diminuent les odeurs provoquées par la triméthylamine, la triméthylamine étant une base faible (pKa 9,8), les savons à pH acide pourraient donc contribuer à maintenir la triméthylamine sécrétée sous une forme moins volatile qui pourrait être enlevée par lavage).
Il convient d'éviter les facteurs qui favorisent la transpiration (exercice, le stress, émotions, etc.) avant des relations sociales. L'élimination de la triméthylamine peut être aidée par l'hydratation et les exercices intenses avec sudation (et/ou sauna) puis par le lavage avec un savon acide (puis masquage par l'utilisation de déodorant, huile essentielle).
Un soutien psychologique et une aide face aux symptômes dépressifs et autres, est souvent utile.
Cette maladie semble être plus fréquente chez les femmes que chez les hommes, pour des raisons inconnues. Les scientifiques soupçonnent que des hormones sexuelles féminines comme la progestérone et l'œstrogène aggravent la maladie Selon plusieurs rapports, la maladie s'aggrave à la puberté. Chez les femmes, les symptômes peuvent s'aggraver juste avant et pendant les règles, après la prise de contraceptifs oraux et autour de la ménopause.

## Divers
Le premier cas clinique a été rapporté en 1970.
William Shakespeare décrit, dans La Tempête, un esclave à odeur de poisson. Il pourrait s'agir de la première description de la maladie en Europe.